# Als die Welt noch jung war
Als die Welt noch jung war ist ein Buch mit 43 Geschichten des Schweizer Schriftstellers Jürg Schubiger. Es wurde im Jahr 1995 mit Illustrationen von Rotraut Susanne Berner beim Verlag Beltz & Gelberg veröffentlicht und mit mehreren Jugendliteraturpreisen ausgezeichnet.

## Inhalt
Das Buch ist in die sechs Themenbereiche ‚Himmel und Erde‘, ‚Dinge‘, ‚Tiere‘, ‚Namen‘ ‚Rätsel und Zauber‘ sowie ‚Anderes Leben‘ unterteilt, die teils skurrile, zauberhafte Geschichten in unterschiedlichster Länge (wenige Zeilen lang oder über mehrere Seiten) umfassen. Manche Geschichten ähneln Märchen (z. B. Die drei Stühle oder Der Kleine Riese) und häufig stellt der Autor am Ende einer Geschichte eine oder mehrere Fragen beziehungsweise weist auf die Möglichkeit eines alternativen Endes hin. Dinge werden lebendig (Autos, Städte, Kuchen), märchenhafte Gestalten wie Riesen, Zauberer, Zwerge oder Schutzengel kommen vor, die Entstehung der Welt wird neu gedacht, ein junger Teufel namens Luzi kommt zur Ausbildung in die Schule und Zwiebel, Radieschen und Tomate glauben nicht, dass es den Kürbis gibt.

## Rezeption
Georg Sponholz schreibt in seiner Buchrezension: „Mit diesen 43 tiefgründigen Geschichten entführt Jürg Schubiger den Leser in eine fantastische Welt, in der Städte auf Reisen gehen und ein Mädchen den Tod hinhält, indem es ihm immer neue knifflige Rätsel stellt. […] Allen Geschichten gemein ist, dass sie mit den Erwartungen des Lesers spielen und die Gesetze der Logik herausfordern, aber dennoch von Schubiger als rational und unvermeidlich dargestellt werden. Traumgleiche Bilder werden Wirklichkeit, und die entrückte Symbolik erinnert an einen berauschenden Blick durchs Kaleidoskop. Hochphilosophische Betrachtungen werden zu einfachen Quellen der Unterhaltung. In dem Buch entspricht fast nichts der ‚normalen‘ Erwartung. […] In Als die Welt noch jung war können nicht nur Kinder viel lernen – auch Erwachsene sind fasziniert von diesen Geschichten.“ In der Jury-Begründung für den Deutschen Jugendliteraturpreis heißt es: „‚Als die Welt noch jung war, mußte das Leben gelernt werden.‘ Darüber fabuliert Jürg Schubiger in zauberhaften Geschichten. In wunderbar klarer und prägnanter Sprache erzählt der Autor über Himmel und Erde, Tiere und Menschen, märchenhafte Beziehungen und Veränderungen. Nichts in diesem Buch ist vorhersehbar, nichts so, wie wir es zu kennen glauben. Scheinbar alltägliche Dinge erhalten durch eine kindlich naive Sicht eine unerwartete Transparenz und Leichtigkeit. Die Illustrationen von Rotraut Susanne Berner nehmen diese Stimmung auf. Sie leuchten konkrete wie absurde Seiten des Textes aus, erzählen die Geschichten weiter. "Als die Welt noch jung war" vereint Text und Bild zu einer literarischen Köstlichkeit.“ Das Zentrum Lesen der Pädagogischen Hochschule FHNW schreibt über das Buch: „Das Nachlesen seiner kurzen Anekdoten bringt Lesende zum Staunen, zum Schmunzeln, zum Nachdenken und eigenem Fabulieren. Kinder brauchen für diesen Kurzgeschichtenband wohl erwachsene Vermittler, weil sich das Buch durch seine spezielle Aufmachung und den vielen auch schrägen Erzählungen von gängigen und gewohnten Kinderbüchern abhebt. Vielleicht könnte man Jürg Schubigers Buch auch als erste Einführung in die Philosophie bezeichnen.“

## Auszeichnungen
1995 wurde das Buch mit dem Luchs des Monats gewürdigt. 1996 wurde Als die Welt noch jung war sowohl mit dem Preis des Schweizerischen Lehrerverbands als auch mit dem Deutschen Jugendliteraturpreis ausgezeichnet. 1997 erhielt das Buch den Silbernen Griffel und wurde mit dem flämischen Bücherlöwen ausgezeichnet. Für sein Gesamtwerk wurde der Autor 2008 mit dem Hans Christian Andersen Preis ausgezeichnet.

## Referenzen
Als die Welt noch jung war ist in dem literarischen Nachschlagewerk 1001 Kinder- und Jugendbücher – Lies uns, bevor Du erwachsen bist! für die Altersstufe 12+ Jahre enthalten.

## Ausgaben
- Als die Welt noch jung war. Beltz & Gelberg, 1995.